# Бичина (Куявсько-Поморське воєводство)
Бичина (пол. Byczyna) — село в Польщі, у гміні Добре Радзейовського повіту Куявсько-Поморського воєводства.
Населення — 202 особи (2011).
У 1975-1998 роках село належало до Влоцлавського воєводства.

## Демографія
Демографічна структура станом на 31 березня 2011 року:
|          | Загалом | Допрацездатний вік | Працездатний вік | Постпрацездатний вік |
| -------- | ------- | ------------------ | ---------------- | -------------------- |
| Чоловіки | 94      | 17                 | 64               | 13                   |
| Жінки    | 108     | 22                 | 64               | 22                   |
| Разом    | 202     | 39                 | 128              | 35                   |